# Szjarhej Aljakszejevics Rutenka
Szjarhej Aljakszejevics Rutenka (belarusz írással: Сяргей Аляксеевіч Рутэнка; Minszk, 1981. augusztus 29. –) szlovén és fehérorosz válogatott kézilabdázó, balátlövő.

## Pályafutása

### Klubcsapatokban
Szjarhej Rutenka szülővárosának csapatában kezdett kézilabdázni, az Arkatron Minszk csapatában. 2000-ben a Gorenje Velenje, egy évvel később az Celje játékosa lett. Utóbbi csapattal öt szlovén bajnoki címet szerzett és 2004-ben a Bajnokok Ligájában is első helyen végzett. 
2005 nyarán a spanyol bajnokságban szereplő Ciudad Real csapatához igazolt. 2007 és 2009 között sorozatban három bajnoki címet, valamint két Bajnokok Ligája-elsőséget szerzett a csapattal. A 2008-2009-es idény végén szerződött a rivális Barcelonához, miután sérülése miatt a Ciudadban egyre kevesebb lehetőséget kapott. A katalán klubbal ötször volt spanyol bajnok, és kétszer Bajnokok Ligája-győztes. José Javier Hombrados mellett ő lett az egyetlen kézilabdázó, aki három különböző klubbal is megnyerte a legrangosabb klubsorozatot.
2015 szeptemberében hagyta el a Barcelonát, majd Katarba, az akkor Lekhwiya néven szereplő Al-Duhail együtteséhez írt alá. Mindössze két hónapot töltött a klubnál. 2016 februárjától az SKA Minszk játékosa volt a szezon végéig. 2017 januárjában jelentette be visszavonulását.

### A válogatottban
2004-ben felvette a szlovén állampolgárságot és ezt követően 56 alkalommal játszott a szlovén válogatottban. Szerepelt a 2004-es olimpián és a 2005-ös világbajnokságon. A 2006-os Európa-bajnokságon ő lett a gólkirály, annak ellenére, hogy csapata csak a nyolcadik helyen végzett. 2008 januárjában Rutenka spanyol állampolgárságot kapott. Ezt követően nem lépett pályára  a szlovén válogatottban. 2010 októberében fehérorosz válogatott lett. Részt vett a 2013-as világ-, és a 2014-es Európa-bajnokságon. 

## Család
Testvére, Dzjanyisz Rutenka szintén válogatott kézilabdázó.